# 莫爾多沃區

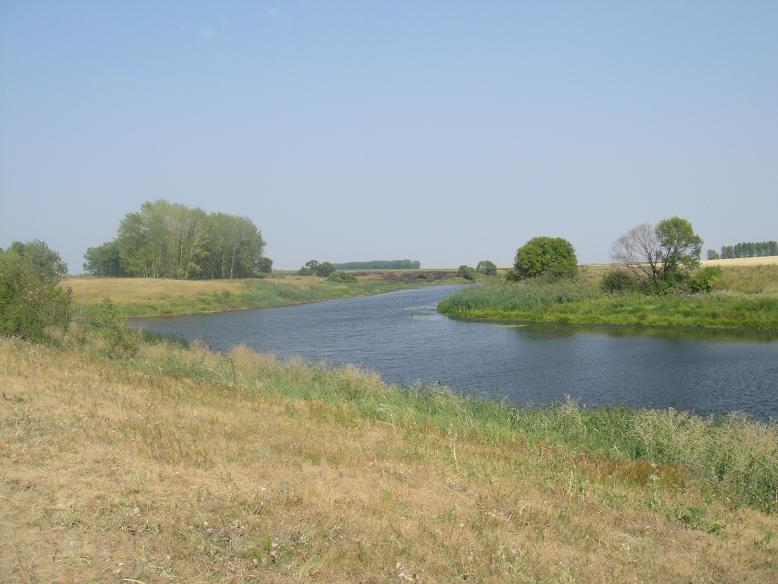

52°05′15″N 40°46′47″E / 52.08750°N 40.77972°E
莫爾多沃區（俄语：Мордовский район），是俄羅斯的一個區，位於該國西部，由坦波夫州負責管轄，面積1,455平方公里，2010年該區人口19,375，人口密度每平方公里13.32人。